# Ro07-5220
Ro07-5220（6'-Chlorodiclazepam）は、鎮静作用、抗不安作用、抗てんかん作用、筋弛緩作用を持つベンゾジアゼピン誘導体であり、デザイナードラッグとして販売されている。